# Tongxinqiao Shuiku
Tongxinqiao Shuiku (kinesiska: 同心桥水库) är en reservoar i Kina. Den ligger i provinsen Sichuan, i den sydvästra delen av landet, omkring 310 kilometer öster om provinshuvudstaden Chengdu. Tongxinqiao Shuiku ligger 385 meter över havet. Arean är 1,8 kvadratkilometer. Omgivningarna runt Tongxinqiao Shuiku är en mosaik av jordbruksmark och naturlig växtlighet. Den sträcker sig 4,4 kilometer i nord-sydlig riktning, och 2,5 kilometer i öst-västlig riktning.
Genomsnittlig årsnederbörd är 1 681 millimeter. Den regnigaste månaden är september, med i genomsnitt 360 mm nederbörd, och den torraste är januari, med 15 mm nederbörd.